# Митин, Иван Иванович
Ива́н Ива́нович Ми́тин (1856—31 октября 1890) — русский архитектор.

## Биография
С 1870 года учился в Московском училище живописи, ваяния и зодчества. В 1881 году окончил Императорскую Академию художеств со званием классного художника архитектуры 1-й степени.
С 1885 года служил сверхштатным техником строительного отделения Московского губернского правления. В 1887 году работал помощником А. Л. Обера на строительстве городских боен (Сибирский проезд, 2). В 1888—1890 годах был участковым архитектором. В 1890 году построил корпус для последственных при Рукавишниковском приюте (Смоленская-Сенная площадь, 30). Совместно с М. Т. Преображенским и П. П. Щёголевым выполнил конкурсный проект дома для отделения Госбанка.
Покончил с собой застрелившись 31 октября 1890 года (19 октября по ст. ст.) в «припадке умоизступления». Был похоронен на Ваганьковском кладбище.